# Черепов, Алексей Ильич
Алексей Ильич Черепов — советский хозяйственный, государственный и политический деятель.

## Биография
Родился в 1903 году в Кисловодске. Член ВКП(б).
С 1916 года — на хозяйственной, общественной и политической работе. В 1916—1963 гг. — конторщик, техник, старший техник на строительстве железной дороги, заместитель прораба, прораб в стройорганизациях Нижнего Новгорода, в тресте «Стройгаз», 1-й секретарь Октябрьского райкома ВКП(б), председатель Барнаульского горисполкома, заместитель председателя Алтайского крайисполкома, начальник краевого управления водного хозяйства, заведующий отделами коммунального хозяйства крайисполкома.
Избирался депутатом Верховного Совета РСФСР 3-го созыва.
Умер в 1976 году в Барнауле.